# アニェス・ド・ブルゴーニュ (1407-1476)
アニェス・ド・ブルゴーニュ（Agnès de Bourgogne, 1407年 - 1476年12月1日）は、フランス北東部の諸侯ブルゴーニュ公爵家の公女。ブルゴーニュ公ジャン1世（無怖公）の末娘で、ブルボン公シャルル1世の妻。

## 生涯
ジャン無怖公とその妻でバイエルン＝シュトラウビンク公・エノー伯・ホラント伯・ゼーラント伯アルブレヒト1世の娘であるマルグリットの間の第8子、七女、末娘として生まれた。姉にフランス王太子ルイ、リッシュモン伯アルテュールの妻マルグリット、イングランド・フランス二重王国の摂政ベッドフォード公ジョン・オブ・ランカスターの妻アンヌ、兄にブルゴーニュ公フィリップ3世（善良公）がいる。
1425年9月17日にオータンにおいてブルボン公と結婚し、間に6男5女計11人の子女をもうけた。
- ジャン2世（1426年 - 1488年） - ブルボン公
- マリー（1427年頃 - 1448年） - 1444年、ロレーヌ公ジャン2世と結婚
- フィリップ（1430年頃 - ?、夭折） - ボージュー領主
- シャルル2世（1433年 - 1488年） - リヨン大司教、枢機卿、ブルボン公
- イザベル（1436年 - 1465年） - 1454年、ブルゴーニュ公シャルルと結婚
- ルイ（1438年 - 1482年） - リエージュ司教
- マルグリット（1439年 - 1483年） - 1472年、サヴォイア公フィリッポ2世と結婚
- ピエール2世（1438年 - 1503年） - ブルボン公
- カトリーヌ（1440年頃 - 1469年） - 1463年、ゲルデルン公アドルフと結婚
- ジャック（1445年頃 - 1468年） - モンパンシエ伯
- ジャンヌ（? - 1483年） - オランジュ公ジャン4世と結婚